# Juan Antonio San Epifanio
Juan Antonio San Epifanio (* 12. června 1959 Zaragoza) je bývalý španělský basketbalista, známý pod přezdívkou Epi.
V juniorském věku přišel do FC Barcelona, kde už hrál jeho starší bratr Herminio San Epifanio, a v tomto klubu strávil celou kariéru, trvající osmnáct sezón. Sedmkrát v jeho dresu vyhrál španělskou ligu (1981, 1983, 1987, 1988, 1989, 1990 a 1995), dvakrát PVP (1985 a 1986) a jednou Koračův pohár (1987), třikrát hrál finále Euroligy (1984, 1990, 1991).
Ve španělské reprezentaci odehrál rekordních 239 zápasů, získal stříbrnou medaili na olympiádě 1984, stříbro na Mistrovství Evropy v basketbale mužů 1983, bronz na Mistrovství Evropy v basketbale mužů 1991, čtvrté místo na Mistrovství světa v basketbalu mužů 1982 a páté na domácím Mistrovství světa v basketbalu mužů 1986.
Obdržel cenu Mr. Europa pro nejlepšího evropského košíkáře roku 1984, byl zařazen na seznam padesáti nejlepších hráčů v historii Euroligy a do Síně slávy FIBA. Na olympiádě 1992 v Barceloně byl posledním běžcem štafety s olympijskou pochodní, kterou předal vozíčkáři Antonio Rebollovi, aby zapálil oheň pomocí šípu.